# Xa lộ George Parks
Xa lộ George Parks (tiếng Anh: George Parks Highway), có mã số là Xa lộ Liên tiểu bang A-4 và Xa lộ Alaska 3 và thường được gọi đơn giản là Xa lộ Parks, có tổng chiều dài 323 dặm (520 km), bắt đầu từ Xa lộ Glenn khoảng 35 dặm (56 km) ở phía bắc thành phố Anchorage đến thành phố Fairbanks nằm trong Vùng nội Alaska. Xa lộ được biết với tên gọi ban đầu là Xa lộ Anchorage-Fairbanks được hoàn thành năm 1971, và được đặt tên như hiện tại vào năm 1975.

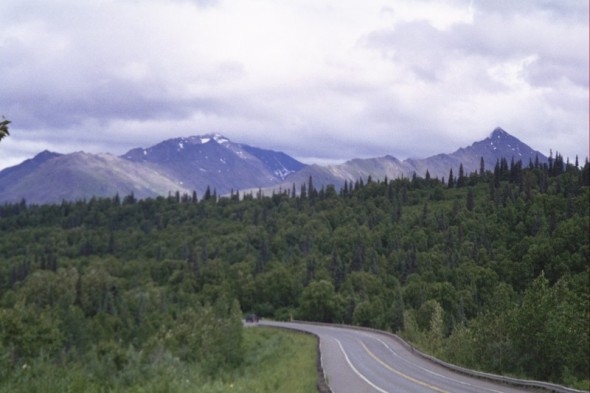
Xa lộ Parks gần Hurricane, Alaska.

Xa lộ, phần lớn chạy song song với Đường sắt Alaska, là một trong số những con lộ quan trọng nhất tại tiểu bang Alaska. Nó là con đường chính giữa thành phố Anchorage và thành phố Fairbanks (hai vùng đô thị lớn nhất của tiểu bang Alaska), là lối đi chính yếu đến Khu bảo tồn và Công viên Quốc Denali và Công viên Tiểu bang Denali, và là xa lộ chính trong Thung lũng Matanuska-Susitna.
Có khái niệm chung sai lầm là cái tên "Xa lộ Parks" có được vì xa lộ này gần các công viên quốc gia và công viên tiểu bang Denali; thật ra xa lộ được đặt tên như thế để vinh danh George Alexander Parks, thống đốc của Lãnh thổ Alaska từ năm 1925 đến năm 1933.
Các mốc dặm dọc theo Xa lộ Parks không bắt đầu bằng 0 (số không). Thay vào đó, chúng bắt đầu bằng Dặm số 35 (km số 56), tiếp theo mốc dặm của Xa lộ Glenn là nơi hai xa lộ giao cắt nhau gần Palmer. Mốc dặm 0 của Xa lộ Glenn nằm ở điểm đầu của nó tại phố chính thành phố Anchorage ở nơi giao cắt của Phố số 5 đông và Phố Gambell. Vì vậy các mốc dặm dọc theo Xa lộ Parks phản ánh chiều dài từ thành phố Anchorage chớ thật sự không phải là chiều dài của Xa lộ Parks.
Có hai đoạn xa lộ được xây dựng theo chuẩn mực xa lộ cao tốc. Các đoạn này gồm có một đoạn gần nơi giao cắt của xa lộ với Xa lộ Glenn trong Palmer và một đoạn có tên gọi là Xa lộ cao tốc Mitchell trong thành phố Fairbanks dẫn đến nơi giao cắt của xa lộ với Xa lộ Richardson.

## Vấn đề gây tranh cãi
Cựu thống đốc Alaska Tony Knowles chỉ trích Sarah Palin vì ủng hộ xây Cầu Knik Arm, Cầu Đảo Gravina, và một con lộ nằm ở phía bắc bên ngoài thành phố Juneau thay vì xây dựng lại Xa lộ Parks. Tuy nhiên, Tờ nhật báo Ketchikan Daily News ghi nhận rằng, trong số các ứng cử viên thống đốc, "Chỉ có Palin là kiên định với lập trường ủng hộ tất cả các dự án".

## Thị trấn và các nơi nằm dọc theo Xa lộ Parks
- Wasilla, dặm số 42 (km 68)

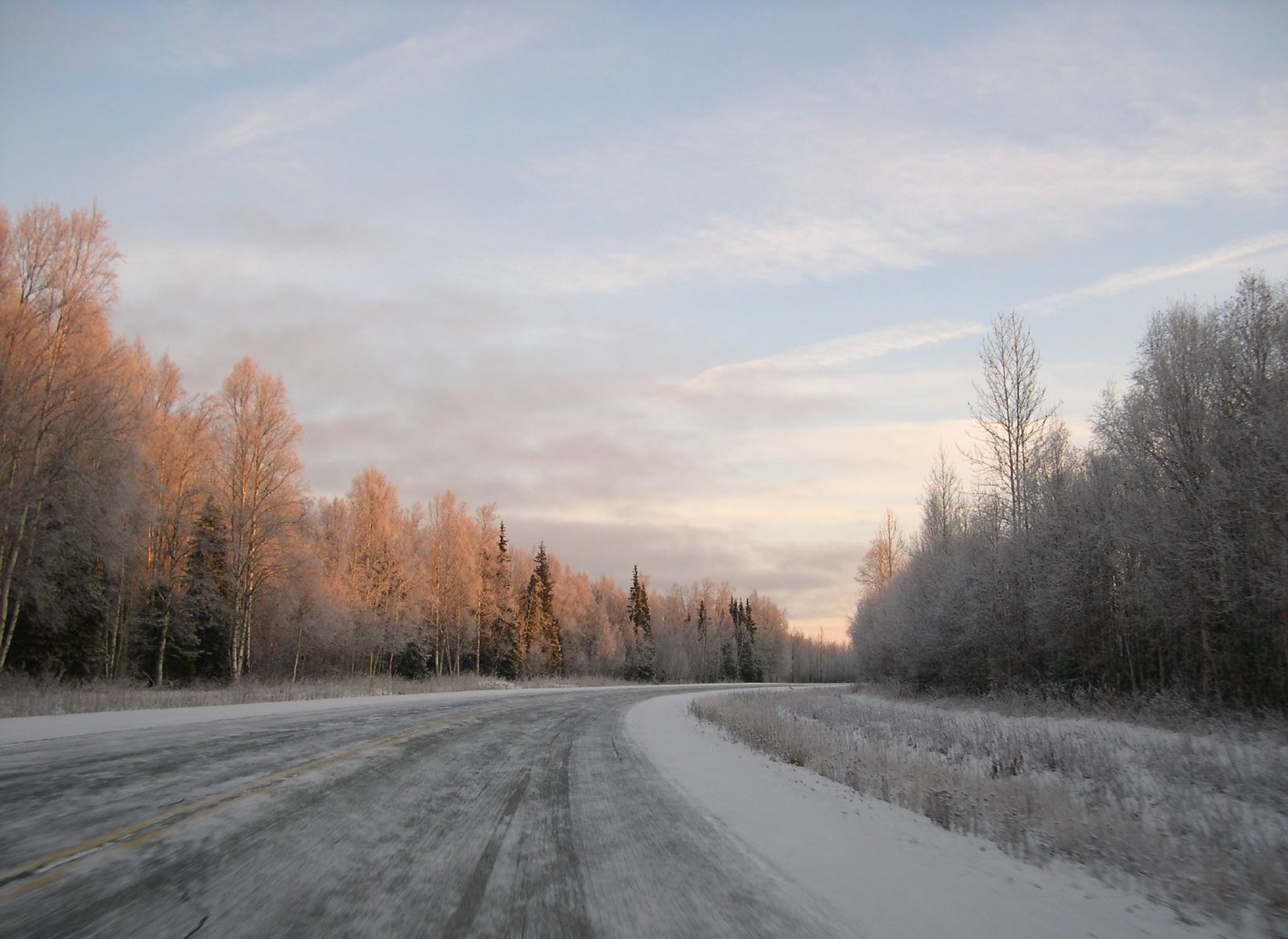
Xa lộ Parks hướng về thành phố Fairbanks

- Big Lake, qua ngã Lộ Big Lake, dặm 52 (km 84)
- Houston, dặm 57 (km 92)
- Willow, dặm 69 (km 111)
- Hatcher Pass, qua ngã Lộ Hatcher Pass, dặm 71 (km 115)
- Talkeetna, qua ngã Lộ nhánh Talkeetna, dặm 99 (km 159)
- Trapper Creek, dặm 115 (km 185)
- Denali State Park, dặm 132–169 (km 212–272)
- Cantwell, dặm 210 (km 338)
- Lối vào Khu bảo tồn và Công viên Quốc gia Denali, dặm 237 (km 382)
- Healy, dặm 249 (km 400)
- Anderson và Trạm Không quân Clear, dặm 284 (km 456)
- Nenana, dặm 304 (km 490)
- Ester, dặm 352 (km 566)
- Fairbanks, dặm 358 (km 576)